# Burschenschaftliche Blätter
Les Burschenschaftlichen Blätter (BBl) - sous-titre : Zeitschrift für den deutschen Burschenschafter - sont une revue fondée en 1887 et éditée par la fraternité allemande (de) (DB). Elle paraît quatre fois par an et sont consacrées, outre les rapports actuels de l'association, à un thème politique, historique ou social particulier. Elle est considérée comme faisant partie de l'éventail de la droite politique.

## Histoire
Les Burschenschaftliche Blätter ont été fondées en 1887 par Gustav Heinrich Schneider (de) (Jenaische Burschenschaft Germania (de)) sous le nom de Zeitschrift für den deutschen Burschenschafter. L'organe de l'association n'est pas seulement destiné à publier les nouvelles de l'association, mais sert également à positionner l'association dans les questions sociales et politiques.
Dans les années 1890, une lutte concurrentielle s'engage entre la Fédération des associations d'étudiants allemands (de) (Association de Kyffhäuser) et la DB : Après que l'Association de Kyffhäuser se soit positionné de manière germano-nationale et antisémite, y compris dans sa revue associative, la rédaction de la BBl présenta un nouveau plan directeur qui prévoit de traiter non seulement des sujets historiques et internes à la fédération, mais aussi des sujets de politique quotidienne et surtout nationale. Il s'agit ainsi de lutter contre "l'apathie" des membres de la BD face à de telles questions.
Le principe directeur doit être la "préservation du germanisme ", mis en danger par "l'envahissement de plus en plus puissant du Slaventum". Ce plan est discuté au sein du BBl. Une critique détaillée du membre de la fraternité affiliée au SPD, Eduard Dietz (de), qui demande un examen rationnel des théories économiques de la social-démocratie, ne rencontre aucune approbation, seulement un violent rejet, motivé par l'assimilation antisémite de la social-démocratie, du "manque de patrie" et de la judéité
Avant la Première Guerre mondiale, des articles anti-tchèques et des écrits contre l'internationalisme et le marxisme sont publiés. C'est pourquoi l'historien Peter Pulzer (de) compte le BBl parmi les « journaux nationalistes typiques » du début du XXe siècle.
Le profil du BBl comprend la "profession de foi en l'esprit de défense". Cela implique le soutien aux "associations ... qui servent cet esprit de défense avec un plus grand cortège que notre propre association, c'est-à-dire le casque d'acier, les nationaux-socialistes, l'Oberland, etc." (1929). "Les Burschenschaften, organisations d'étudiants national-fascistes", selon les BBl 1929, doivent "maintenir et entretenir le lien entre les étudiants national-fascistes d'une part et la Reichswehr ainsi que les associations fascistes d'autre part" 
Depuis la « prise du pouvoir » des nationaux-socialistes le 30 janvier 1933, le BBl ne contient « plus rien à lire sur la critique. L'association change immédiatement d'avis
À partir de 1933, les éditeurs changent fréquemment et, en 1937, la revue cesse définitivement de paraître.
Après la Seconde Guerre mondiale, les BBl de l'année 1932/33 dans la zone d'occupation soviétique (SBZ) sont inclus dans la liste de la littérature à jeter comme contaminée par les nazis.
Elle est également initialement interdit en Allemagne de l'Ouest, mais est rétabli avec la DB en 1950 après la levée de l'interdiction des associations par les Alliés. Dès lors, selon l'étudiant historien Peter Kaupp, la DB s'occupe également de sa propre histoire au BBl.
Le théoricien de la Nouvelle Droite française Alain de Benoist est auteur invité à la BBl. L'hebdomadaire Junge Freiheit, qui est considéré comme l'organe de la Nouvelle Droite, fait de la publicité dans la BBl en 1999, entre autres, pour les abonnés. Il assigne la BBl dans son propre camp de journal concurrent. Le sociologue Thomas Pfeiffer (de) voit donc des interdépendances de contenu entre le BBl et les publications de la Nouvelle Droite.
Les BBl sont principalement mentionnés en dehors du DB en relation avec des conflits au sein du DB et des critiques du DB. En 1970, par exemple, Der Spiegel rend compte du différend sur l'abolition de la mensuration obligatoire, qui est également menée dans le revue de l'association. En 1996 et à nouveau en 2011, cette revue critique les tendances d'extrême droite au sein de la DB, également en référence à des articles du BBl. Des auteurs proches du DGB et du SPD critiquent une interview du BBl avec le député du NPD et membre de la fraternité Arne Schimmer (de) dans le numéro 4/2009 comme ouvrant et faisant la publicité du DB aux positions du NPD. Selon un reportage de l'hebdomadaire Die Zeit d'octobre 2011, la BBl n'a pas publié une lettre de lecteur de quelques anciens de la DB, qui demande que la DB se détourne du « concept de patrie lié à la nationalité » et critiquant la ligne éditoriale du BBl. Depuis le numéro 3/2009, un conflit interne éclate à propos de l'interprétation de la conception dite nationale de la patrie, telle qu'énoncée à l'article 9 de la constitution de la fraternité allemande.
L'éditeur controversé Norbert Weidner (de) est élu prématurément lors de l'extraordinaire Journée de la fraternité (de) 2012 à Stuttgart. À la Journée de la fraternité précédent, une destitution anticipée a échoué de peu.
Dietrich Heither (de) classe la DB comme étant "au plus près de la droite", notamment en raison de l'attitude de certains rédacteurs de la BBl et de déclarations tirées de leurs articles
Selon l'éditeur, le tirage imprimé s'élève à 6.000 exemplaires (état août 2021).

## Éditeur
Le rédacteur en chef du BBl est élu tous les trois ans à la Journée de fraternité DB. Les rédacteurs en chef précédents sont :
- 1887–1898: Gustav Heinrich Schneider (de) (Jenaische Burschenschaft Germania (de))
- 1898–1921: Hugo Böttger (Burschenschaft Arminia auf dem Burgkeller)
- 1921–1928: Edgar Stelzner (de) (Burschenschaft der Bubenreuther (de))
- 1928–1933: Harald Laeuen (de) (Tübinger Burschenschaft Derendingia (de)), officiellement légitimé par élection, Laeuen ne prend ses fonctions qu'en 1929
- 1933–1934: Karl Heinz Hederich (de) (Münchener Burschenschaft Arminia (de))
- 1934–1936: Wolf Meyer-Christian (de) (Tübinger Burschenschaft Derendingia (de))
- 1936–1937: R. Kruse (Burschenschaft Hevellia Berlin)
- 1937: Coup sur coup : KG Wernitz et enfin Kurt Reich (tous deux de la Burschenschaft Hevellia Berlin)
- 1949–1958: Heinz Amberger (de) (Burschenschaft Germania Jena, Germania Saarbrücken)
- 1958–1992: Ernst Wilhelm Wreden (de) (Burschenschaft Allemannia Heidelberg (de))
- 1992–2002: Walter Egeler (Burschenschaft Hohenheimia Stuttgart et Burschenschaft Arminia zu Leipzig (de))
- 2002–2003: Herbert Bippi (Burschenschaft Hohenheimia Stuttgart)
- 2003–2005: Carsten Bothe (de) (Braunschweiger Burschenschaft Germania (de))
- 2005–2008: Herwig Nachtmann (de) (Akademische Burschenschaft Brixia Innsbruck)
- 2008–2012: Norbert Weidner (de) (Alte Breslauer Burschenschaft der Raczeks (de), Akademische Burschenschaft Carolina Prag)
- 2012–2014: Michael Paulwitz (de) (Burschenschaft Normannia zu Heidelberg (de))
- 2014–2021: Dirk Taphorn (Burschenschaft Normannia-Nibelungen Bielefeld)
- Depuis 2021: Andreas Karsten (Halle-Leobener Burschenschaft Germania, Hamburger Burschenschaft Germania (de))